# Église Sainte-Marie-Madeleine de Dommery
L'église Sainte-Marie-Madeleine est une église du XVIe siècle située à Dommery, en France. C'est une église fortifiée de Thiérache.

## Description
Cette église mesure environ 12 mètres sur 20. Les murs, très épais, sont garnis de meurtrières. Une tour est flanquée au bâtiment. Une autre tour a disparu. Les fenêtres ont été agrandies. Elles avaient probablement les dimensions réduites de celles rebouchées entre les deux tours.

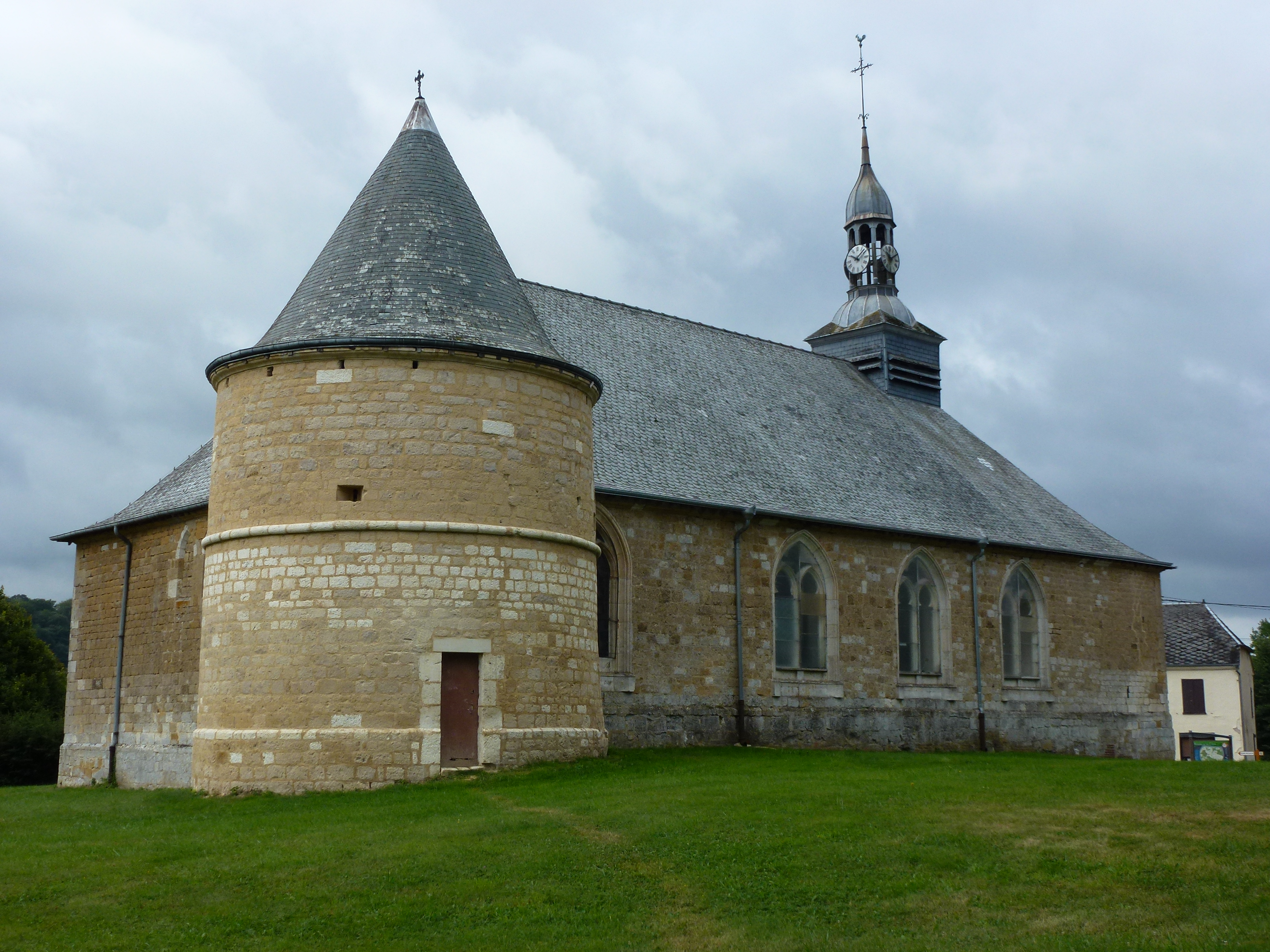
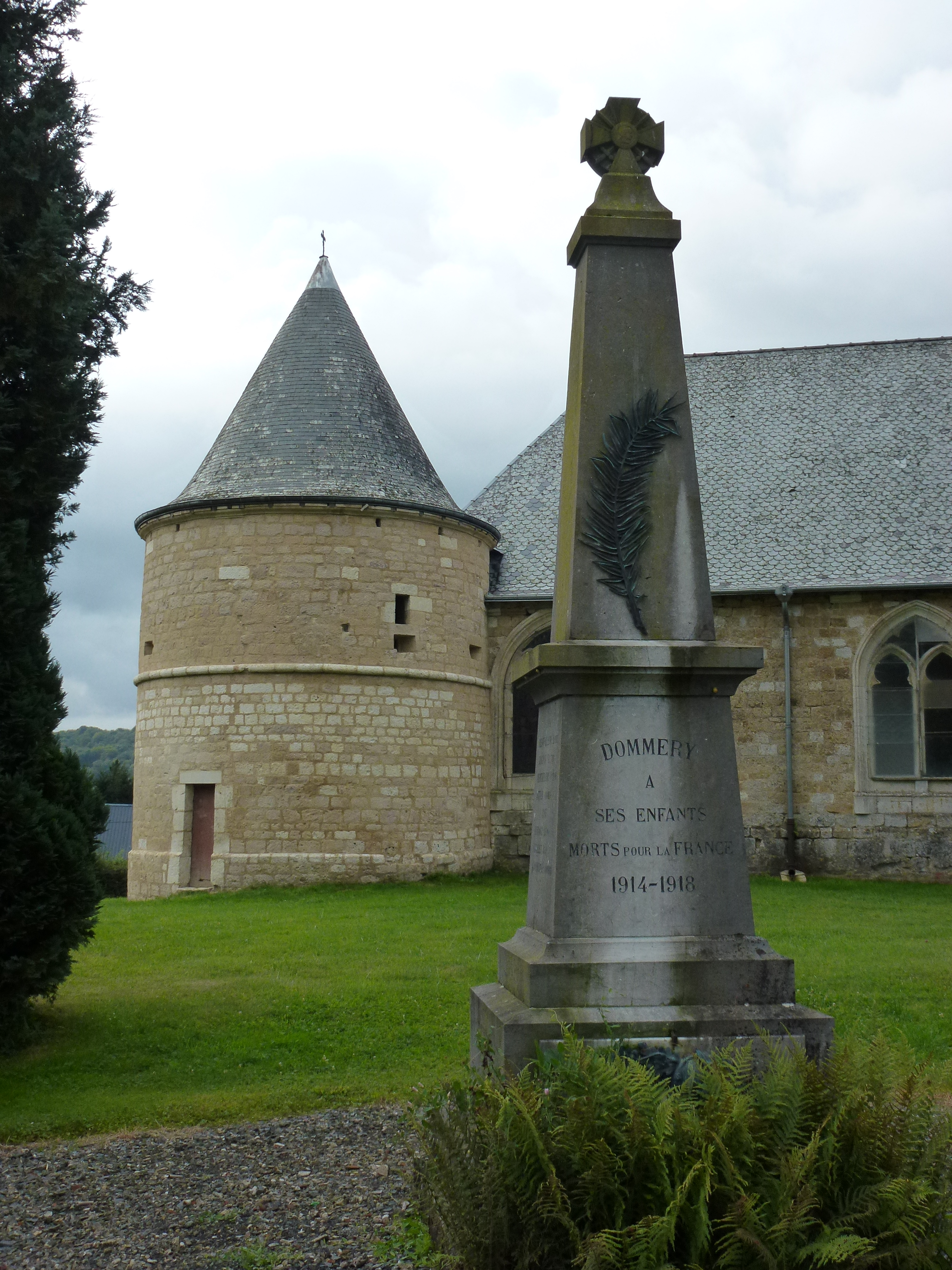
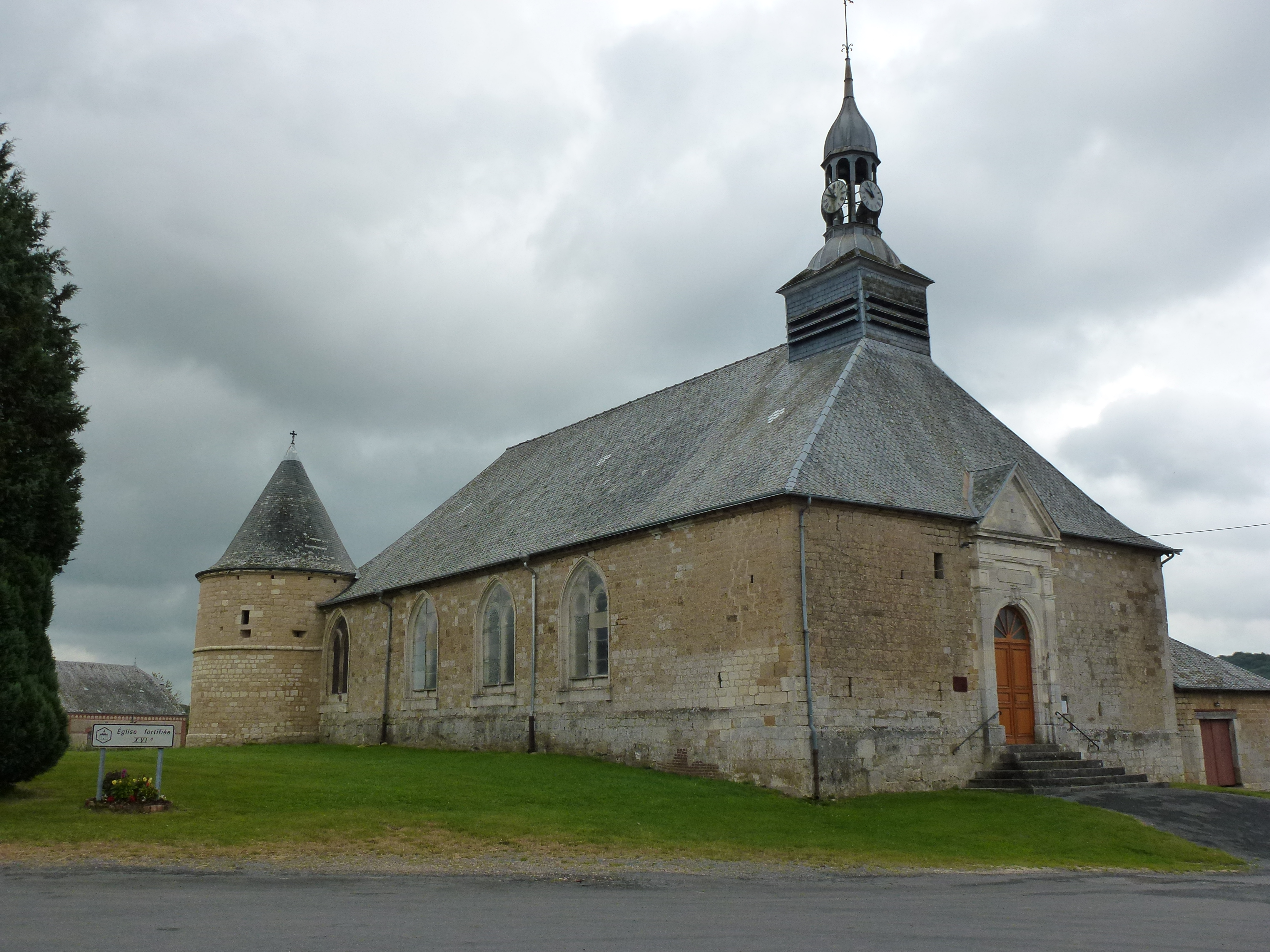

À l'intérieur, on peut remarquer une belle cuve de fonts baptismaux, à la forme très simple, en pierre bleue de Givet, avec quatre têtes d'angles. La pierre a été couverte d'une peinture beige. Il est possible qu'un décor ait existé à l'origine et que, jugé «barbare », il ait été gratté au XVIIe siècle.

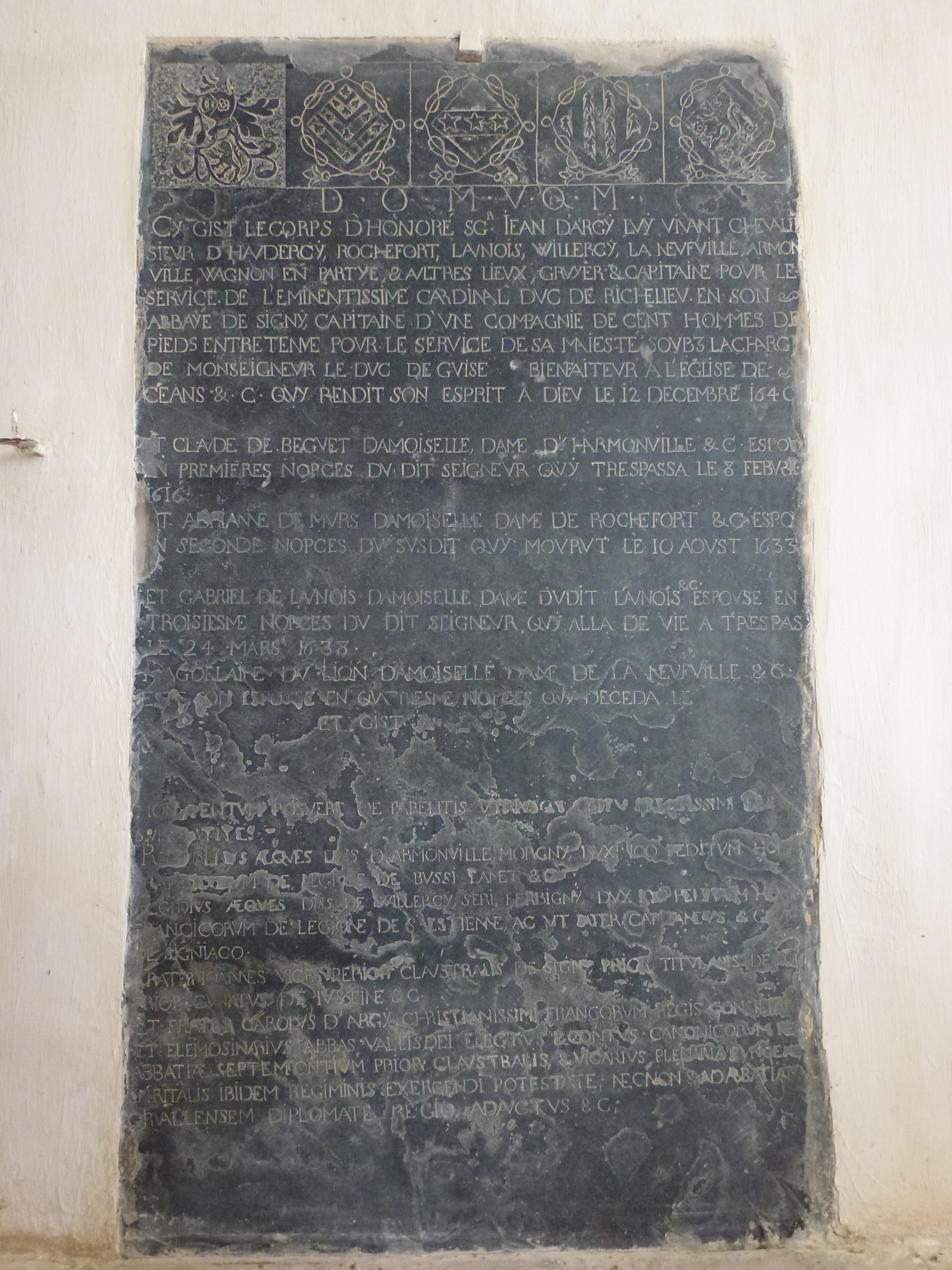
Pierre tombale de Jean d'Argy
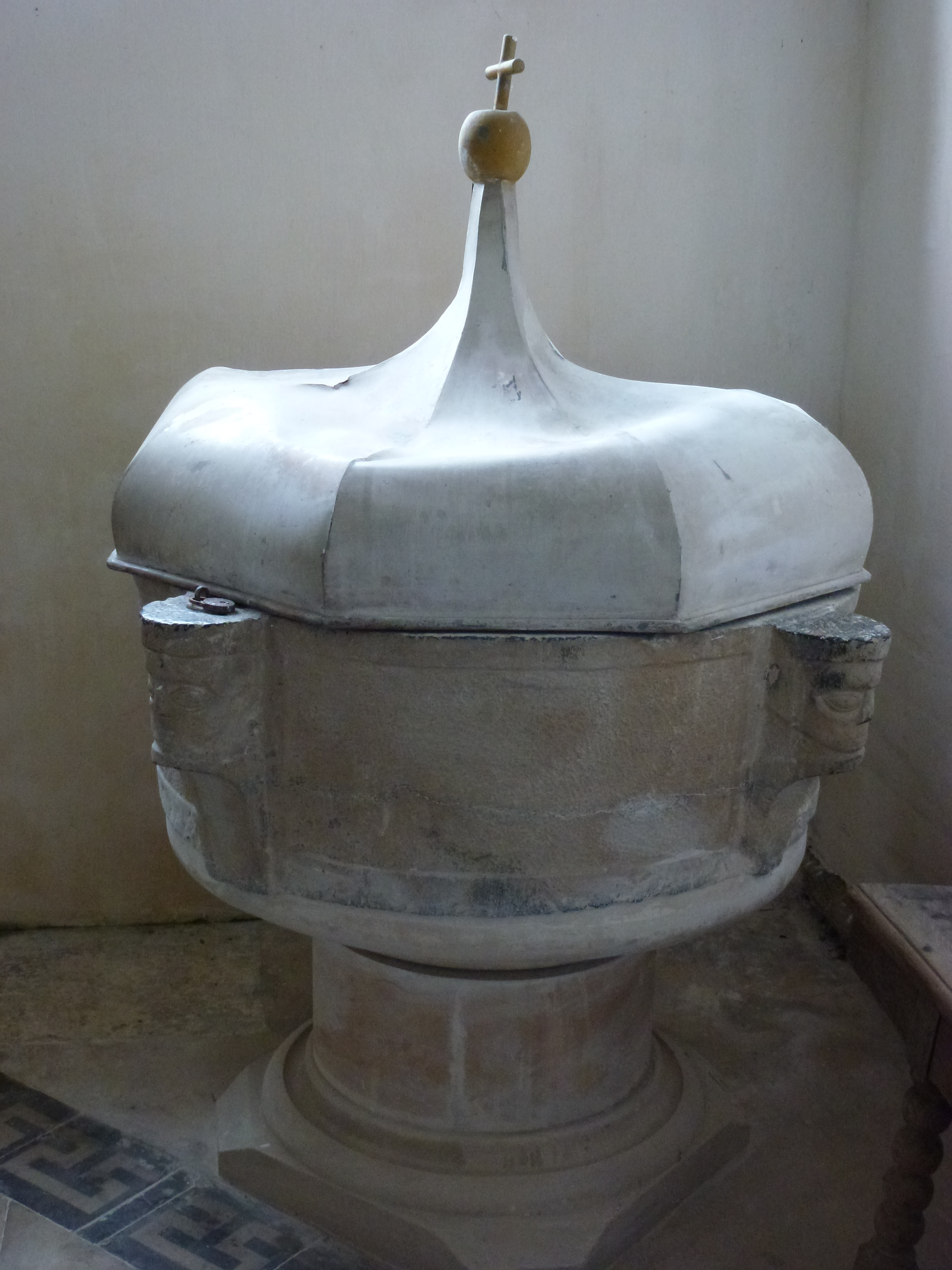
fonts baptismaux
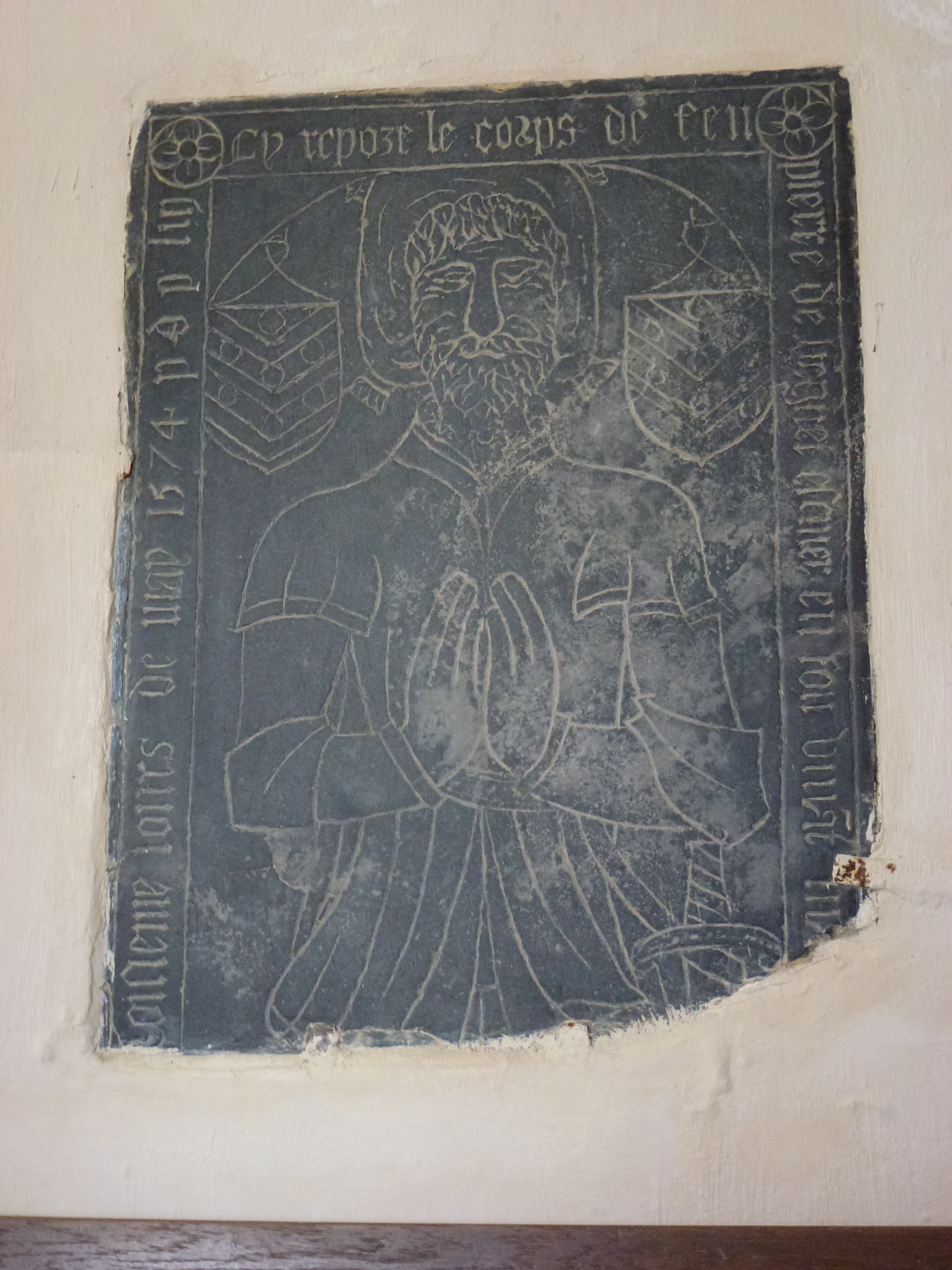
Pierre tombale de Pierre de Béguet

On peut remarquer également deux pierres tombales des XVIe siècle et XVIIe siècle, celle de-Pierre de Béguet, Seigneur d'Armonville, décédé en 1574, et celle du seigneur d'Argy, décédé en 1640 et de ses 4 épouses successives. Lors d'une réfection du dallage de l'allée centrale, ces pierres tombales ont été disposées sur le mur. La plaque funéraire de Jean d'Argy porte l'inscription suivante : « Honoré Seigneur Jean d'Argy, luy vivant, chevalier sieur d'Haudrecy, Villercy, la Neuville, Rochefort, Louvois, Arnouville, Wagnon, en partie et aultres lieux, gruyer et capitaine pour le service de l'Eminetissime cardinal, duc de Richelieu en son abbaye de Signy, capitaine d'une compagnie de cent hommes de pied, entretenue pour le service de sa majesté ontz la charge de monseigneur le duc de Guise, bienfaiteur à l'église de ceans et qui rendit son âme à Dieu le 12 septembre 1640, Claude de becquet, damoiselle dame d'Harnouville, espouse en première nopces du dit seigneur quitrepassa le 8 février 1616 Adriane de Murs, damoiselle dame de Rochefort, espouse en secondes nopces du susdit qui mourut le 10 août 1633 et Grabrielle de Lanois damoiselle dame du dit Lanois, espouse entroisième nopces du dit seigneur qui alla de vie à trepas le 24 mars 1638, Madeleine du lion damoiselle dame de la Neuville espouse en quatrième nopces qui deceda le... et gist... (illisible) ». Celle de Pierre de Bréguet comporte une la mention : « Cy repose le corps de feu Pierre de Béguet escuier en son vivant ma... le troisième jour de may 1574 PD pour luy ».
Un puits et un four à pain, aujourd'hui disparus, complétaient l'autonomie des populations réfugiées à l'intérieur de cette église fortifiée pouvant servir de refuge.

## Localisation
L'église est située dans le centre de la commune de Dommery, département de l'Ardennes.

## Historique
Il est coutume de dire que le nom du village de Dommery vient de l'archevêque de Reims, saint Remi (459-533), dénommé l'apôtre des Francs, pour avoir notamment baptisé le roi Clovis Ier. Dommery serait issu de « domus Remigii », la maison de Rémi, mais cette étymologie n'est pas confirmée par Ernest Nègre qui donne comme origine à Dommery le mot germanique Dotmarius.
L'église est bien postérieure puisqu'elle date du XVIe siècle. Elle semble avoir été à son origine un château fortifié, flanqué de deux grosses tours. L'une des deux tours a été détruite en 1820. L'autre a été remise en état en début d'année 2012.

### Ouvrages généraux cités dans l'article
- Ernest Nègre, Toponymie générale de la France : formations non-romanes, formations dialectales, vol. 2, Librairie Droz, 1996, 1368 p. (ISBN 2-600-00133-6, OCLC 174640771, lire en ligne).